# آبشار تالنیکووی
آبشار تالنیکووی (به لاتین: Talnikovy Waterfall) یک آبشار در روسیه است که در فلات پوتورانا واقع شده‌است.